# Сантамартски белочели капуцин
Сантамартски белочели капуцин (Cebus albifrons malitiosus) је подврста белочелог капуцина (Cebus albifrons), врсте примата (Primates) из породице капуцина и веверичастих мајмуна (Cebidae). Према неким изворима овај таксон је посебна врста Cebus malitiosus.

## Распрострањење
Ареал врсте је ограничен на једну државу. Колумбија је једино познато природно станиште врсте.

## Станиште
Станиште врсте су шуме. 

## Угроженост
Ова врста се сматра угроженом.